# Église Saint-Martin d'Yronde
L'église Saint-Martin est une église catholique située à Yronde-et-Buron, en France.

## Localisation
L'église est située dans le département français du Puy-de-Dôme, sur la commune d'Yronde-et-Buron.

## Historique
L'édifice, dont les principales étapes de construction s'étalent sur le 12e siècle, le 16e siècle et le 18e siècle,  est classé au titre des monuments historiques en 1961.